# РК Комови
Рукометни клуб Комови, црногорски је рукометни клуб из Андријевице, који се такмичио у Првој лиги Црне Горе до сезоне 2023/24. када је иступио из лиге. Једном је освојио Куп Црне Горе, једном је играо финале, док је два пута завршио на другом мјесту у првенству и једном на трећем. Прије пласмана у Прву, освојио је једном Другу лигу.
Основан је 1974. године. Нема своју дворану и углавном је играо у Бијелом Пољу и Беранама, а повремено и у другим градовима у Црној Гори, због чега није могао да учествује у европским такмичењима.

## Историја
Клуб је основан 1974. године и почео је са такмичењем у Републичкој лиги Црне Горе, трећем рангу такмичења у СФР Југославији. Углавном је играо играо у нижим ранговима, изузев неколико сезона током 1990-их, када је играо у Другој лиги Србије и Црне Горе.
Након распада државне заједнице, 2006. године, Комови су почели такмичење у Другој лиги Црне Горе. У сезони 2014/15. освојили су титулу у Другој лиги и по први пут се пласирали у Прву лигу. У сезони 2017/18. завршили су на четвртом мјесту, након чега су завршили на другом мјесту у сезони 2018/19. и освојили Куп, побједом у финалу против Будванске ривијере, остваривши највећи успјех у историји клуба. Освајањем Купа, обезбиједили су учешће у европским такмичењима, али нису учествовали јер нису имали услова, због тога што Андријевица нема спортску дворану.
Сезона 2019/20. је првобитно била поништена због пандемије ковида 19, али је затим одлучено да се прекида и да позиције на табели у вријеме прекида буду коначне, да се не игра мини лига за првака; Комови су завршили на другом мјесту други пут заредом, али су тражили да се преиспита одлука савеза, јер су сматрали да је неправедно да се титула додијели Ловћену, јер би Комови требало да пренесу највише бодова у мини лигу за првака. Сезону 2020/21. клуб је завршио на трећем мјесту, иза Ловћена и Будванске ривијере, док је у финалу Купа изгубио од Ловћена.
Пред почетак сезоне 2021/22. промијењен је формат такмичења, укинута је мини лига за првака и донесена је одлука да се игра двокружним бод системом, свако са сваким кући и на страни по једном. Прије почетка сезоне 2023/24. клуб је престао да се такмичи у сениорској конкуренцији, због недостатка услова, јер су могли да тренирају само у сали у оквиру Средње мјешовите и Основне школе „Бајо Јојић“, у којој сала није имала димензије рукометног терена.

## Успјеси
| Такмичење                | Такмичење                | Број                     | Година                   |                          |                          |
| Национално првенство - 0 | Национално првенство - 0 | Национално првенство - 0 | Национално првенство - 0 | Национално првенство - 0 | Национално првенство - 0 |
| ------------------------ | ------------------------ | ------------------------ | ------------------------ | ------------------------ | ------------------------ |
| Првенство Црне Горе      | Првак                    | —                        |                          |                          |                          |
| Првенство Црне Горе      | Други                    | 2                        | 2018/19, 2019/20.        |                          |                          |
| Национални куп — 1       |                          |                          |                          |                          |                          |
| Куп Црне Горе            | Побједник                | 1                        | 2018/19.                 |                          |                          |
| Куп Црне Горе            | Финалиста                | 1                        | 2020/21.                 |                          |                          |